# 洪鐘弁天大祭
座標: 北緯33度32分23.51秒 東経133度39分41.75秒 / 北緯33.5398639度 東経133.6615972度
洪鐘弁天大祭（おおがねべんてんたいさい）、別称・洪鐘祭（おおがねまつり/こうしょうさい）は、神奈川県鎌倉市山ノ内の円覚寺が、1301年（正安3年）製作の国宝の梵鐘「洪鐘（おおがね/こうしょう）」の鋳造成功を祝い、藤沢市の江島神社と共同で60年に1度の庚子年（かのえねのとし）周期で開催する祭典。最新開催は2020年（令和2年）予定だったが延期され、2023年（令和5年）10月29日開催となった。

## 由来

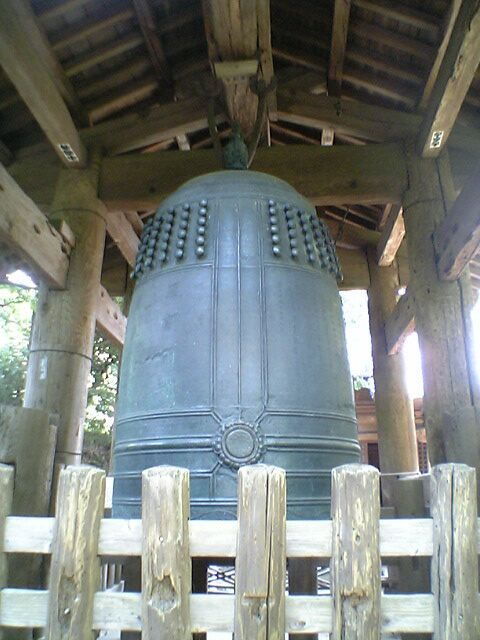
国宝の洪鐘（梵鐘）。

円覚寺の洪鐘（おおがね/こうしょう）は、高さ259.1センチメートル、口径142.4センチメートルの巨大な梵鐘で、鎌倉幕府の9代執権・北条貞時の寄進によって鋳造され、1301年9月5日（正安3年8月3日）に完成した。1953年（昭和28年）11月14日には国宝に指定されている。
洪鐘祭は60年に1度、この洪鐘鋳造を記念し開催されてきた。円覚寺門前の道路・神奈川県道21号横浜鎌倉線を祭の一団がパレードする。一般的な人間の寿命からみて、一生に1度か2度しか見ることが出来ない祭りといわれる。
『新編相模国風土記稿』掲載の伝説によると、「洪鐘の鋳造はなかなかうまく行かず、2度失敗した。北条貞時は西礀子曇の教えを受けて江ノ島の江島神社（弁財天）に7日間参籠した。すると夢のお告げをうけ、円覚寺の池の底を漁ると、龍の頭のような金属を発見した。これを基に鋳造すると洪鐘が完成した。貞時は江ノ島から弁財天像を円覚寺に勧進し、洪鐘の真体とした。江ノ島弁天と円覚寺弁天は「夫婦弁天」であり、60年に1度の洪鐘祭で出会うとされている」という。このため円覚寺と江島神社の共同開催となっている。

## 歴史
60年毎の庚子（かのえね）の年に開催されるのが原則だが、開催記録のない年もある。また、明治時代以降の3回は諸般の理由で延期が発生し、正確に庚子の年に行われていない。

### 開催前史
- 1282年（弘安5年）、円覚寺の創建
- 1301年（正安3年）、洪鐘の完成

### 洪鐘祭の開催記録
- 1360年（南朝暦:正平15年/北朝暦:延文5年）、庚子年、記録なし。
- 1420年（応永27年）、庚子年、記録なし。
- 1480年（文明12年）、庚子年、直接の記録なし。ただし、次の1540年（天文9年）の記録（快元著『快元僧都記』）から開催が確認される。最古の開催記録。
- 1540年（天文9年）、庚子年、開催（『快元僧都記』）。
- 1600年（慶長5年）、庚子年、記録なし。
- 1660年（万治3年）、庚子年、記録なし。
- 1720年（享保5年）、庚子年、開催（『円覚寺洪鐘祭礼屋台入目帳』ほか）。
- 1780年（安永9年）、庚子年、開催（『六十一年目洪鐘祭礼記』）。
- 1840年（天保11年）、庚子年、開催（『六十一年目洪鐘祭礼記』ほか）。
- 1900年（明治33年）、庚子年、不作の影響により延期。
- 1901年（明治34年）、1900年（明治33年）分を4月1日から3日に開催。
- 1960年（昭和35年）、庚子年、延期（理由不明）。
- 1965年（昭和40年）、1960年（昭和35年）分を4月8日・9日に開催。
- 2020年（令和2年）、庚子年、コロナ禍により延期。
- 2023年（令和5年）、2020年（令和2年）分を10月29日に開催。

## 行事行程
2023年（令和5年）祭礼では、10月29日午前に祭の物資と主催者を載せた一団が建長寺から神奈川県道21号横浜鎌倉線を北西（大船方面）に出発し、小袋谷（こぶくろや）交差点へ到着。当交差点から南東（鎌倉方面）へ折り返し、円覚寺を目指してパレードがスタートする。実寸大の洪鐘の張り子や神輿、囃子、幡、面掛行列（有名な鎌倉市坂ノ下の御霊神社（権五郎神社）の面掛行列ではなく、山ノ内八雲神社の面掛行列）などが行進する。

## 詳しく載っている本
- 鎌倉歴史文化交流館 『特集展示 洪鐘祭（おおがねまつり/こうしょうさい）～60年に1度の祭礼の記憶～』2023年（令和5年）7月15日発行

## 参考図書
- 鎌倉歴史文化交流館 『特集展示 洪鐘祭（おおがねまつり/こうしょうさい）～60年に1度の祭礼の記憶～』2023年（令和5年）7月15日発行